# 메리 도란

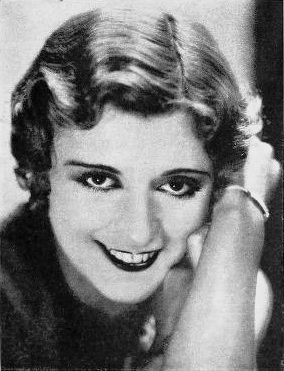

메리 도란(Mary Doran, 1910년 9월 8일 ~ 1995년 9월 6일)은 미국의 배우, 영화배우이다.
뉴욕에서 태어났으며 뉴욕에서 사망하였다.

## 영화
- 로맨틱 컴퓨터 (1984년)
- 하드 투 핸들 (1933년)
- 쓰리 온 어 매치 (1932년)
- 러브 미 투나잇 (1932년)
- 아이언 맨 (1931년)
- 형법 체계 (1931년)
- 데이 러니드 어바웃 위민 (1930년)
- 이혼녀 (1930년)
- 뉴욕 나이츠 (1929년)
- 데어 원 디자이어 (1929년)
- 브로드웨이 멜로디 (1929년)